# Craughwell (Galway)

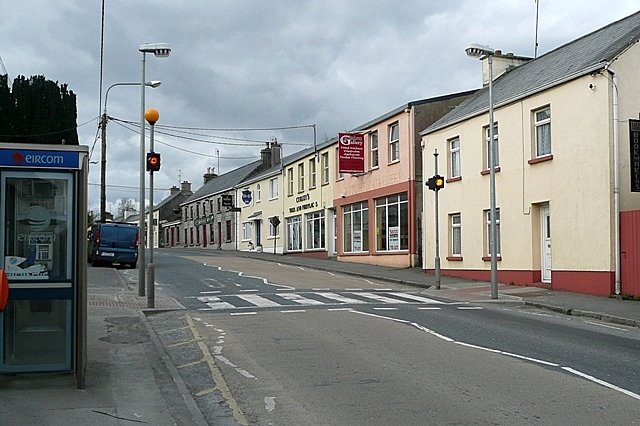
Hauptstraße in Craughwell

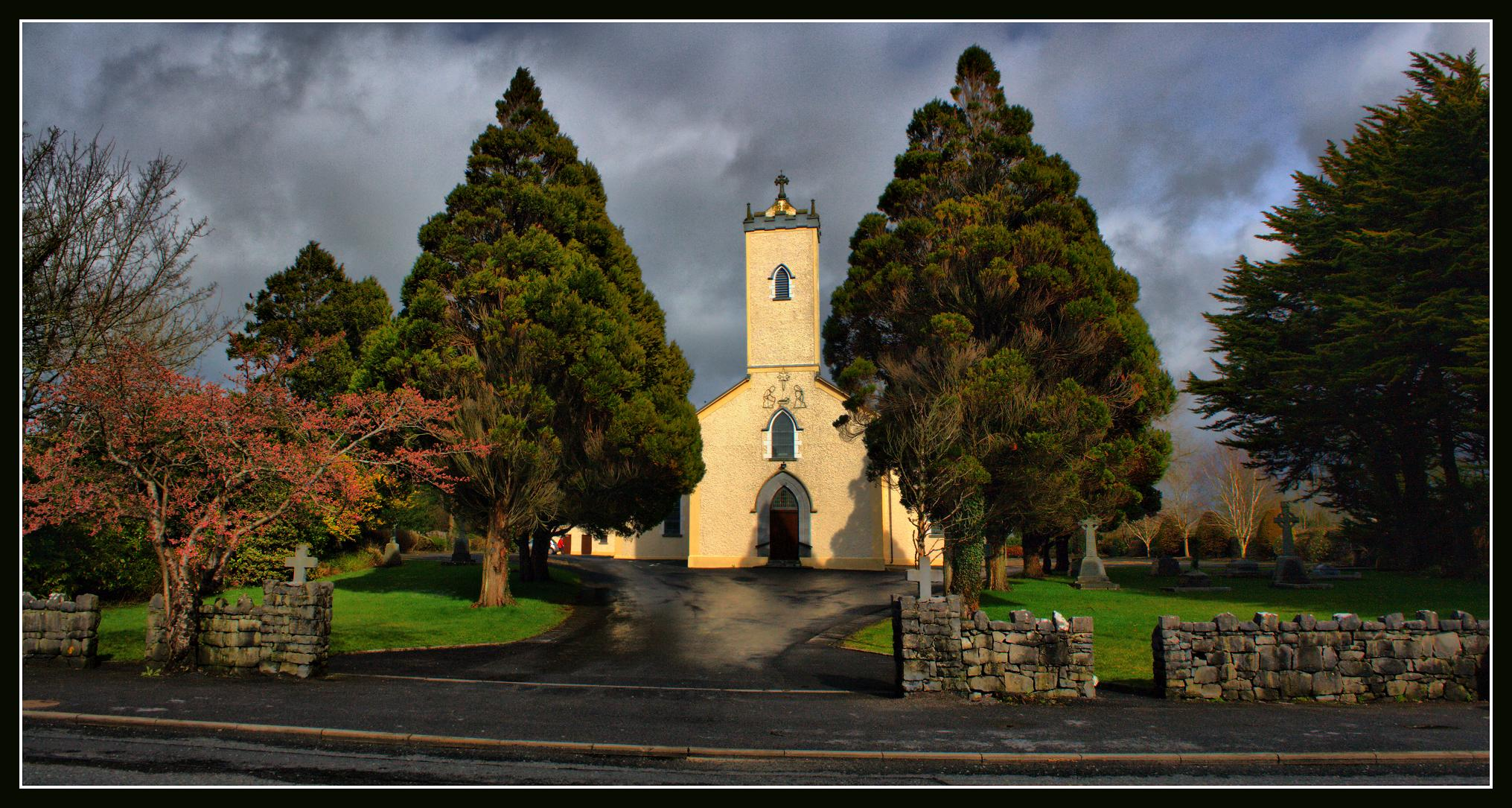
St Colman’s Kirche in Craughwell

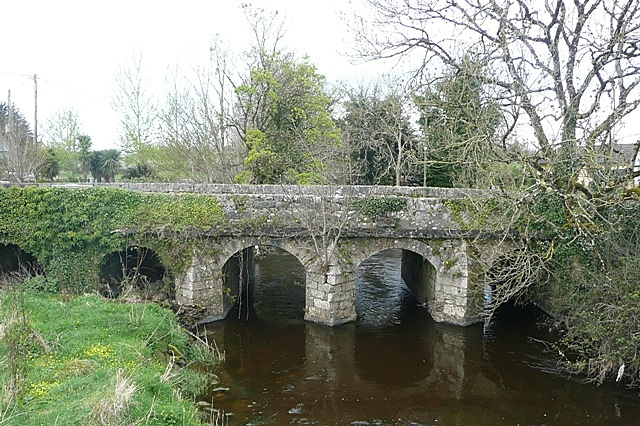
Craughwell Bridge über den Dunkellin River

Craughwell (früher auch: Creaghmoyle, irisch Creachmhaoil) ein Ort im County Galway in Irland. Er hatte bei der Volkszählung 2022 1034 Einwohner, mehr als vier Mal so viel wie 1996; damals waren es 240 Personen.

## Namen
Der genaue Ursprung des Namens ist unbekannt.
Möglicherweise stammt der Ortsname vom Familiennamen Ó Creachmhaoil ab. Der Name ist in anglisierter Form als Craughwell und Crockwell in Verwendung (z. B.: Thomas J. Craughwell (Autor), Gerard Craughwell, (Politiker) oder Douglass Crockwell (Maler in den USA)). Außerhalb des Südostens der Grafschaft Galway war der Name bis zum Ende des 19. Jahrhunderts weitgehend unbekannt und wurde erst durch die Emigration von Familien aus Irland verbreitet, so z. B. in Neufundland, den Bermuda, Cornwall, Ohio oder Berkshire County in Massachusetts.
Creach ist das irische Wort für Plünderung, vermutlich in Bezug auf Rinderherden, die häufig Ziele von Diebstählen und Viehüberfällen waren. Ó Creachmhaoil wäre dann ein „Enkel eines Beutezugkriegers“ bzw. „-häuptlings“.
Nach einer anderen Variante soll creach sich auf craig, creag bzw. das englische Wort crag beziehen (Felsen bzw. auf den nackten Felskamm eines Hügels).
Maol („kahl“) wurde in Irland auch für einen runden Hügel oder Berg verwendet, der frei von Bäumen ist (im Englischen als Mull anglisiert) und ist in irischen und schottischen Ortsnamen verbreitet (z. B.: Mull of Kintyre). -mhaoil würde dann einen Plural bezeichnen („Plünderungshügel“ bzw. „felsige Hügel“).
Der Namenskundler Patrick W. Joyce spekulierte, dass der Name ursprünglich Creamhchoill war und Knoblauchholz bedeutete, dies wird jedoch heute als unrichtig angesehen.

## Geographie
Die Stadt liegt an der Westküste Irlands. Das Dorf wird vom Dunkellin River durchflossen. Die R347 von Athenry nach Kinvara kreuzt im Dorf die R446, die von Oranmore bei Galway nach Loughrea führt. Nach Loughrea sind es über die Regionalstraße von Craughwell etwa 14 km, nach Athenry etwa 10 km und nach Galway 25 km. Auf die M6 kann nur über Athenry aufgefahren werden.
Die Eisenbahnlinie von Limerick über Ennis nach Athenry führt durch Craughwell.

## Religion
Craughwell gehört zum römisch-katholischen Bistum Galway und Kilmacduagh, Dekanat Kilmacduagh.